# Elliotfasan

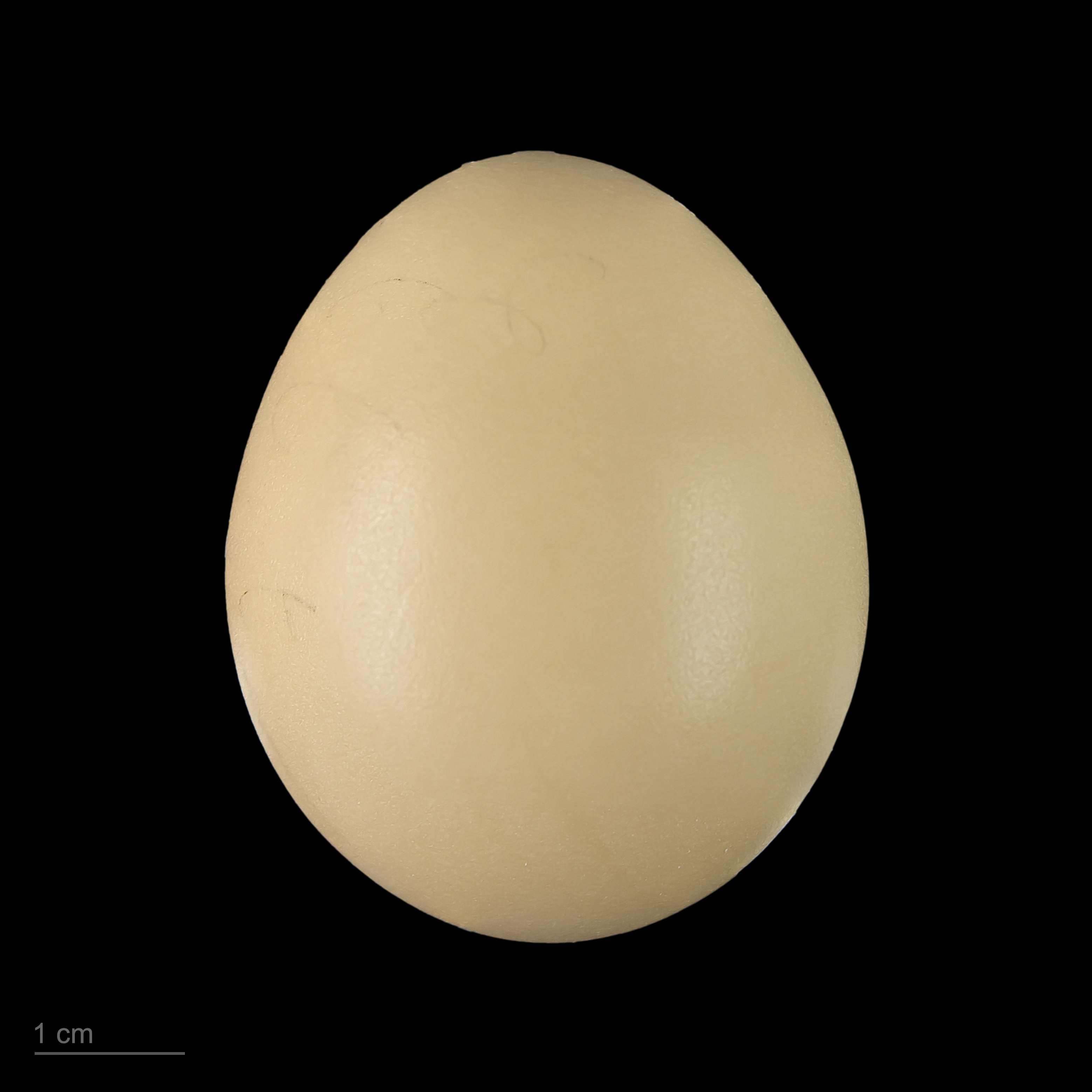
Syrmaticus ellioti

Der Elliotfasan (Syrmaticus ellioti) ist eine Hühnervogelart aus der Familie der Fasanenartigen. Sie ist im östlichen China südlich des Jangtse beheimatet und lebt dort in subtropischen Wäldern und Sekundärbiotopen, aber auch in der Kulturlandschaft.
Das Artepitheton ehrt den US-amerikanischen Ornithologen Daniel Giraud Elliot.

## Beschreibung
Der Hahn erreicht etwa eine Länge von 80 cm, wovon etwa 42–47 cm auf den Schwanz entfallen. Die Flügellänge liegt zwischen 230 und 240 mm, das Gewicht etwa zwischen 1 und 1,3 kg. Die Henne ist mit 50 cm Länge kleiner, der Schwanz mit etwa 17–19,5 cm erheblich kürzer. Die Flügellänge liegt zwischen 210 und 225 mm, das Gewicht etwa bei 800–900 g.
Die unbefiederte, rote Augenregion des Hahns ist mit erigierbaren Lappen versehen, die Iris ist orangebraun, der Schnabel gelblich hornfarben. Das Kastanienbraun des Scheitels geht in die weißlichgraue Partie des Nackens und der Halsseiten über, die im Bereich der Wangen und Ohrdecken bräunlicher und im Nacken dunkelgrau ist und sich deutlich gegen das Schwarz an Kinn, Kehle und vorderem Hals absetzt. Das Gefieder auf Brust und vorderem Rücken ist lebhaft kastanienbraun bis kupferfarben, die einzelnen Federn tragen eine subterminale, schwarze Binde und sind breit kupferrötlich gesäumt. Das Schultergefieder und die Flügeldecken sind ähnlich, allerdings sind die kleinen Flügeldecken breit metallisch blau gesäumt, die großen tragen ein schwarzes Subterminalband und weiße Spitzen, die ein deutliches, weißes Band bilden. Dieses läuft parallel mit dem schmaleren schwarz-weißen Band aus den Spitzen der sonst kastanienfarbenen Armschwingen, das zu den mattbraunen Handschwingen kontrastiert. Von den Schultern verlaufen zudem weiße Bänder v-förmig über den Rücken und unten in das schwarze Gefieder des unteren Rückens und des Bürzels, das durch breite Säume weiß geschuppt wirkt. Die untere Brust und der Bauch sind ebenfalls aufgrund breiter Säume weiß, an den Flanken zeigen sich die rotbraunen Federzentren. Die 16 Steuerfedern sind breit weiß und rotbraun gebändert, die einzelnen Felder durch schmale, schwarze Linien voneinander abgesetzt. Die Beine sind grau, das Schenkelgefieder rotbraun mit weißen Säumen.
Das Gefieder der Henne ist insgesamt unauffälliger bräunlich, die Oberseite dominiert von rötlichem Braun, die Unterseite von weißlichen Säumen. Der Schnabel ist hornfarben braun. Kinn, Kehle und vorderer Hals sind schwarz. Übriger Kopf und Hals sind einfarbig graubraun, auf dem Scheitel etwas rötlicher und schwärzlich bespitzt. Die rotbraunen Federn der oberen Brust und des vorderen Rückens tragen weiße Schaftstriche und subterminale, schwarze Binden, das rötlichbraune Schultergefieder trägt graue Spitzen. Der untere Rücken und der Bürzel sind auf rötlichbraunem Grund schwarz bekritzelt. Das braune Gefieder der Unterseite ist ab der unteren Brust und den Flanken weiß gesäumt. Die Säume werden zum Bauch hin immer breiter und bewirken, dass die Mitte der Unterseite fast komplett weißlich wirkt. Das Deckgefieder der Flügel ist überwiegend braun-schwarz bekritzelt und zeigt schwarze, subterminale Mittelflecken und einen hellgrauen Endsaum. Die Handschwingen sind matt schwarzbraun mit unterbrochenen, rötlich braunen Rändern. Der Stoß ist hauptsächlich kastanienbraun, schwarz quergebändert und weiß gesäumt. Lediglich die mittleren Paare sind hellbraun mit dunkler Kritzelung und heller Bänderung und Spitzen.

## Stimme
Das Lautrepertoire ist nicht sehr groß. Der Alarm- und Erregungsruf ist ein schrilles, aber nicht lautes Kreischen sowie eine absteigende Reihe aus Pfiffen. Zudem werden tiefe, gluckende und gackernde Laute beschrieben.

## Verbreitung und Bestand

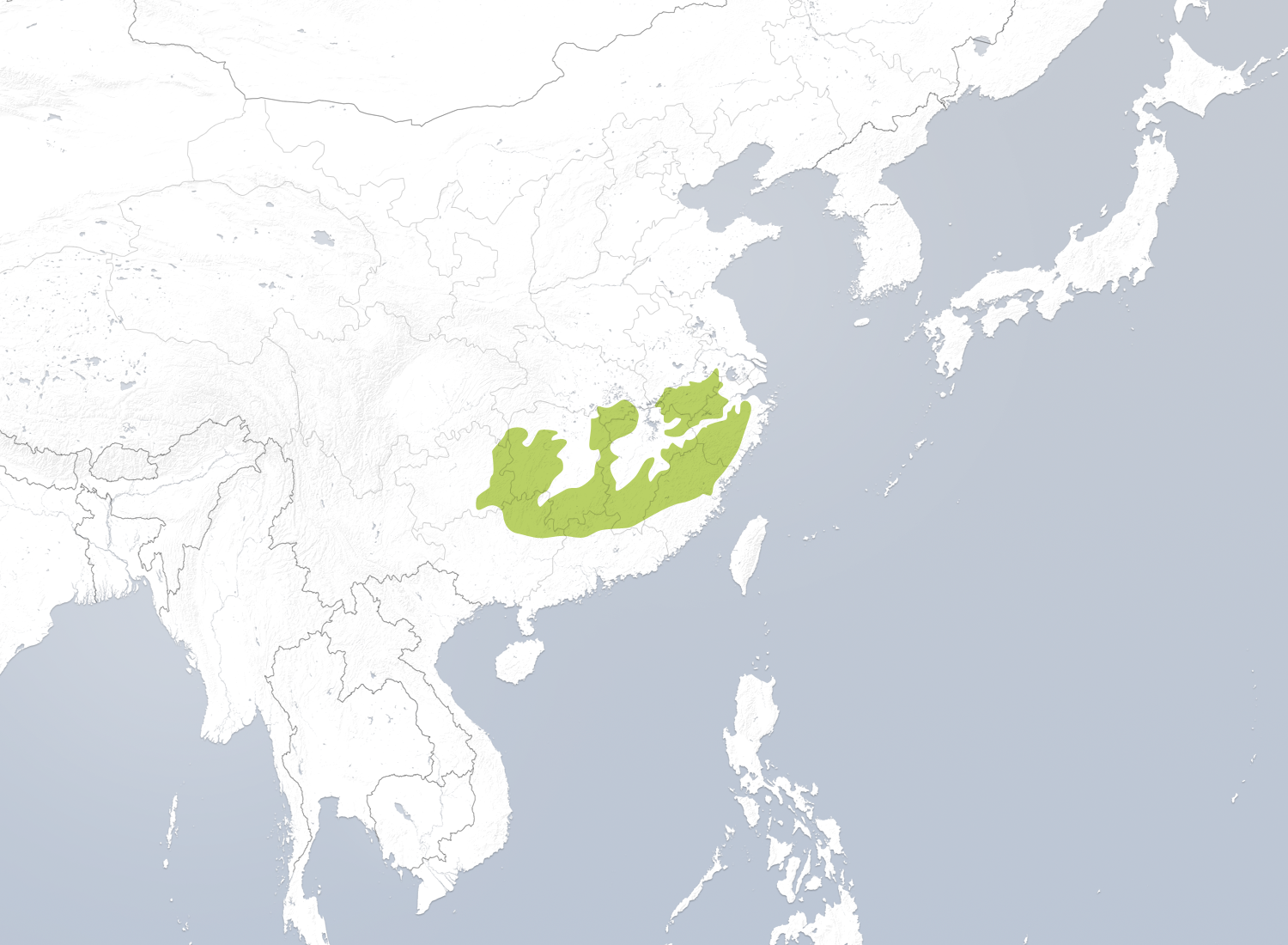
Verbreitung des Elliotfasans

Die Verbreitung des Elliotfasans ist auf das südöstliche China begrenzt und reicht vom Osten Guizhous und dem Westen und Süden Hunans über Guangxi und Guangdong nach Jiangxi, in den Süden von Hubei und Anhui bis nach Zhejiang und Fujian. Ursprünglich kam die monotypische Art wohl nur im Bereich von Jianxi, Anhui, Zhejiang und Fukien vor. Ihr ursprünglicher Lebensraum ist heute sehr zergliedert, und die Art musste dort vermutlich zeitweise starke Bestandsrückgänge hinnehmen. Da der Elliotfasan aber teils in Sekundärlebensräume in der Kulturlandschaft ausweichen konnte und sein Areal in jüngerer Zeit bedeutend nach Westen ausdehnte, hat sich die Gefährdungssituation maßgeblich geändert. Erfassungsdaten der letzten Jahrzehnte lassen eine weitere Verbreitung, eine stellenweise größere Häufigkeit und höhere Populationsdichten vermuten, als bislang angenommen. Der Bestand wird auf über 100.000 Individuen geschätzt und die Gefährdungskategorie wurde von der IUCN von „gefährdet“ (vulnerable) auf „potentiell gefährdet“ (near threatened) zurückgestuft. Bedrohungen liegen heute aber immer noch in Form von voranschreitender, teils illegal betriebener Entwaldung sowie Bejagung vor.

## Lebensweise
Der Elliotfasan lebt primär in subtropischen Laub- und Mischwäldern mit dichtem Kronendach, seltener auch in Strauchvegetation in Höhen zwischen 200 und 1900 m. In der Kulturlandschaft besiedelt er aber auch Sekundärhabitate wie dichtes Gestrüpp aus Bambus, Farnen und Sträuchern und tritt sogar in einförmigen Forsten und Grasland auf.
Die Brutbiologie ist fast ausschließlich aus Gefangenschaft bekannt, wo die Balz zwischen Ende Januar und Mitte Februar beginnt. Wie beim Fasan wird der Revieranspruch durch einen geräuschvollen Flügelwirbel geäußert. Die Balz ist eine einfache Seitenbalz, bei der der Hahn die Rückenzeichnung und die Schwanzfedern präsentiert. Das Gelege besteht aus 6–8 kurzovalen, hell- bis rötlichbeigen Eiern, die 42 × 33 mm groß sind und 25 Tage lang bebrütet werden.